# 群馬県道337号上藤生大洲線
群馬県道337号上藤生大洲線（ぐんまけんどう337ごう かみふじゅうおおしゅうせん）は群馬県桐生市梅田町5丁目から同県同市梅田町4丁目に至る一般県道である。

## 概要
三境林道起点から桐生川に沿って南下し、梅田湖に架かる梅田大橋西詰に至る道路である。
始点から梅田ふるさとセンターまでのほとんどの区間は、軽自動車でもすれ違い困難な1車線の道が続く。また一部区間はガードレールもなくすぐ真下が谷となっている。梅田ふるさとセンター以南は片側1車線の道が続く。

### 路線データ
- 起点：桐生市梅田町五丁目字上藤生1186番地先（上藤生〈佐野市との境界付近〉）[1]
- 終点：同市梅田町四丁目字大州865番の1地先（群馬県道66号桐生田沼線交点：大洲〈梅田大橋西詰〉）[1]
- 延長：2.681 km[1]

## 歴史
- 1983年（昭和58年）1月17日：群馬県より、県道上藤生大州線（桐生市梅田町5丁目字上藤生 - 同市同町4丁目字大州、整理番号230）が路線認定される[2]。
  - 同日、前身にあたる県道上藤生本町線（桐生市梅田町5丁目字上藤町 - 同市本町、整理番号230）が廃止される[3]。

## 地理

### 交差する道路
- 三境林道（起点）
- 群馬県道66号桐生田沼線（終点）